# El rey y yo (película de 1956)
El rey y yo es una película musical estadounidense de 1956, dirigida por Walter Lang. Protagonizada por Yul Brynner, Deborah Kerr y Rita Moreno en los papeles principales. Basada en el musical The King and I, de Richard Rodgers y Oscar Hammerstein II, que se había estrenado en 1951, basado a su vez en el libro Anna and the King of Siam, escrito por Margaret Landon, que narra la autobiografía de Anna Leonowens como institutriz de los hijos del rey Mongkut de Siam a comienzos de la década de 1860. La película fue prohibida en Siam debido a las libertades a la hora de valorar a la sociedad del país y por el poco parecido con el monarca original.

## Argumento
El rey Mongkut de Siam (Yul Brynner) contrata a Ana Leonowens (Deborah Kerr) para que dé clases a sus hijos. Lentamente se van enamorando.

## Reparto
- Deborah Kerr - Anna Leonowens
- Yul Brynner – Rey Mongkut de Siam
- Rita Moreno - Tuptim
- Terry Saunders - Lady Thiang
- Martin Benson - Kralahome
- Rex Thompson- Louis Leonowens
- Patrick Adiarte - Príncipe Chulalongkorn
- Alan Mowbray - Sir John Hay
- Geoffrey Toone - Sir Edward Ramsay
- Carlos Rivas - Lun Tha

## Premios
- Premio Oscar 1957: al mejor actor principal (Yul Brynner).
- Premio Oscar 1957: a la mejor dirección de arte y escenografía (Lyle R. Wheeler , John DeCuir , Walter M. Scott y Paul S. Fox
- Premio Oscar 1957: al mejor vestuario (Irene Sharaff).
- Premio Oscar 1957: a la mejor adaptación musical (Alfred Newman , Ken Darby).
- Premio Oscar 1957: al mejor sonido (Carlton W. Faulkner)
- Premio Globo de Oro 1957: a la mejor película .
- Premio Globo de Oro 1957: a la mejor actriz (Deborah Kerr).
- Premio National Board of Review 1956: al mejor actor (Yul Brynner).
- Premio WGA 1957: al mejor guion  (Ernest Lehman).

## Formatos Caseros
En 2006 salió la primera edición en DVD por el 50 aniversario de su estreno en cines.

## Comentarios
En 1999 se realizó una versión no musical, Anna and the King con Jodie Foster y Chow Yun-Fat como protagonistas.

## Premios y nominaciones

### Oscar 1956
| Categoría                | Persona        | Resultado |
| ------------------------ | -------------- | --------- |
| Mejor película           | Mejor película | Candidato |
| Mejor director           | Walter Lang    | Candidato |
| Mejor actor              | Yul Brynner    | Ganador   |
| Mejor actriz             | Deborah Kerr   | Candidata |
| Mejor fotografía (color) | Leon Shamroy   | Candidato |